# Codrin Ștefănescu
Codrin Ștefănescu (Craiova, 20 dicembre 1968) è un politico rumeno.
Eletto deputato nel 2000 nelle liste del Partito Grande Romania (PRM), l'anno successivo passò al Partito Social Democratico (PSD) a causa di contrasti con il leader del gruppo Corneliu Vadim Tudor. Fu poi vicepresidente per il Partito Conservatore di Dan Voiculescu. Nel 2009 decise di fare ritorno nel PRM, ma nuovi problemi con il presidente del partito lo spinsero alle dimissioni. Nel 2011 si reiscrisse al PSD, nel quale rivestì la funzione di segretario generale aggiunto.

## Formazione e carriera professionale
Dopo la laurea in economia informatica, lavorò in qualità di contabile presso la SC Coryllus Trading di Bucarest. In base a sue stesse dichiarazioni, insieme ad alcuni colleghi di università dopo gli studi aprì un'azienda di brokeraggio, che poi rivendette ad un consorzio bancario. Negli anni successivi investì in borsa tali introiti.
Grande collezionista di oggetti antichi, francobolli, libri e monete, tra le altre attività gestì anche una galleria d'arte.

## Carriera politica

### Membro della Camera dei deputati
Iscrittosi al Partito Grande Romania (PRM), gruppo ultranazionalista guidato da Corneliu Vadim Tudor, nel 2000, all'età di 31 anni, riuscì ad ottenere l'elezione alla camera dei deputati come rappresentante del distretto di Alba. Nel corso della legislatura fu membro della commissione per le indagini sugli abusi e la corruzione e per le petizioni. Fino al maggio 2001 fu anche segretario del gruppo parlamentare del PRM.
Nella primavera di quell'anno, infatti, fu espulso dal PRM insieme ad altri colleghi per aver rivelato alcune informazioni compromettenti riguardanti il leader del partito. Per tale motivo negli anni successivi Vadim non lesinò dure offese e appellativi infamanti nei confronti di Ștefănescu che, dal canto suo, lo accusò di avere idee vicine alla fantascienza e di tenere un comportamento inadeguato ed arrogante.
Ștefănescu passò, quindi, al Partito Social Democratico (PSD), avvicinandosi al presidente della filiale socialdemocratica della capitale Dan Ioan Popescu, ex ministro dell'industria.

### Passaggio al Partito Conservatore
Con la marginalizzazione di Popescu dal partito (fu espulso nel 2006), tuttavia, Ștefănescu abbandonò il sodalizio socialdemocratico, aderendo al Partito Conservatore (PC) del miliardario Dan Voiculescu, ottenendo presto la nomina a segretario generale aggiunto. Nell'aprile 2007, però, un presunto tentativo di operare un cambio al vertice del partito, gesto supportato da Ștefănescu e Mircea Chelaru, spinse lo stesso Voiculescu a chiederne l'espulsione per violazione dello statuto in relazione ad alcune dichiarazioni pubbliche che avevano leso l'immagine del PC. Il 17 aprile l'ufficio politico votò la sua espulsione con 9 voti a favore, 1 contrario e 3 astensioni. Grazie al supporto della sezione di Bucarest, tuttavia, riuscì a ricucire i rapporti con il leader del partito e a rientrare nelle sue funzioni, oltre ad assumere quella di vicepresidente.
Nel 2008 fu il candidato del PC al posto di sindaco di Bucarest in occasione delle elezioni amministrative, proponendo come eventuale vicesindaco il suo vicino collega di partito Marius Marinescu. I due, inoltre, sostennero apertamente la campagna di Cristian Popescu Piedone, candidato a sindaco del settore 4 della capitale. In fase di campagna elettorale Ștefănescu lanciò attacchi ai rappresentanti degli altri partiti, in particolare quelli del PSD, il sindaco del settore 6 Marian Vanghelie e il segretario generale Titus Corlățean, venendo meno alle indicazioni della presidenza del PC, che in aprile aveva stretto un accordo di collaborazione con i socialdemocratici. Il senatore Codruț Șereș dovette intervenire per richiamare Ștefănescu e porgere le scuse del PC agli alleati. Mentre Popescu Piedone riuscì a conquistare il titolo di sindaco, Ștefănescu ottenne poco più di 8.000 voti, giungendo ottavo.
Escluso dalle liste di candidati per le elezioni parlamentari del 2008, nel maggio 2009 rassegnò le proprie dimissioni dal PC, accusando il nuovo presidente Daniela Popa di essere in totale disaccordo con le sue politiche, chiamando in causa l'arbitrarietà delle sue scelte e la mancanza di coraggio nel farsi da parte in favore del ritorno di Voiculescu, ragioni che, a modo di vedere di Ștefănescu, avrebbero portato al disfacimento del partito. Contrario all'intesa tra PSD e PC annunciò, quindi, che si sarebbe legato solamente ad un partito che avrebbe fatto opposizione al presidente della repubblica Traian Băsescu e al governo Boc, sostenuto in quel momento da PSD e Partito Democratico Liberale (PD-L).

### Ritorno al Partito Grande Romania
Sorprendentemente fu nuovamente accolto da Vadim Tudor nel Partito Grande Romania insieme a Marinescu. Mentre questi fu nominato portavoce del partito, Ștefănescu fu indicato come presidente della filiale del PRM a Bucarest e vicepresidente a livello nazionale. In fase di presentazione Vadim Tudor ne evidenziò la meritevole capacità organizzativa e l'indiscutibile visibilità mediatica, fatta anche di gesti sopra le righe.
I rapporti, tuttavia, si ruppero ancora una volta due anni dopo. Il 19 aprile 2011 Ștefănescu rassegnò le proprie dimissioni, annunciando che avrebbe condotto la propria battaglia contro lo stile politico di Băsescu e del PD-L all'interno di un altro partito. Vadim Tudor, tuttavia, tenne a precisare che nel caso non avesse dato le dimissioni, lo avrebbe cacciato personalmente. Secondo Vadim Tudor, infatti, Ștefănescu avrebbe inviato messaggi ai suoi familiari utilizzando il cellulare il leader del PRM, annunciandone la morte, fatto che lo fece montare su tutte le furie.

### Segretario generale aggiunto del Partito Social Democratico

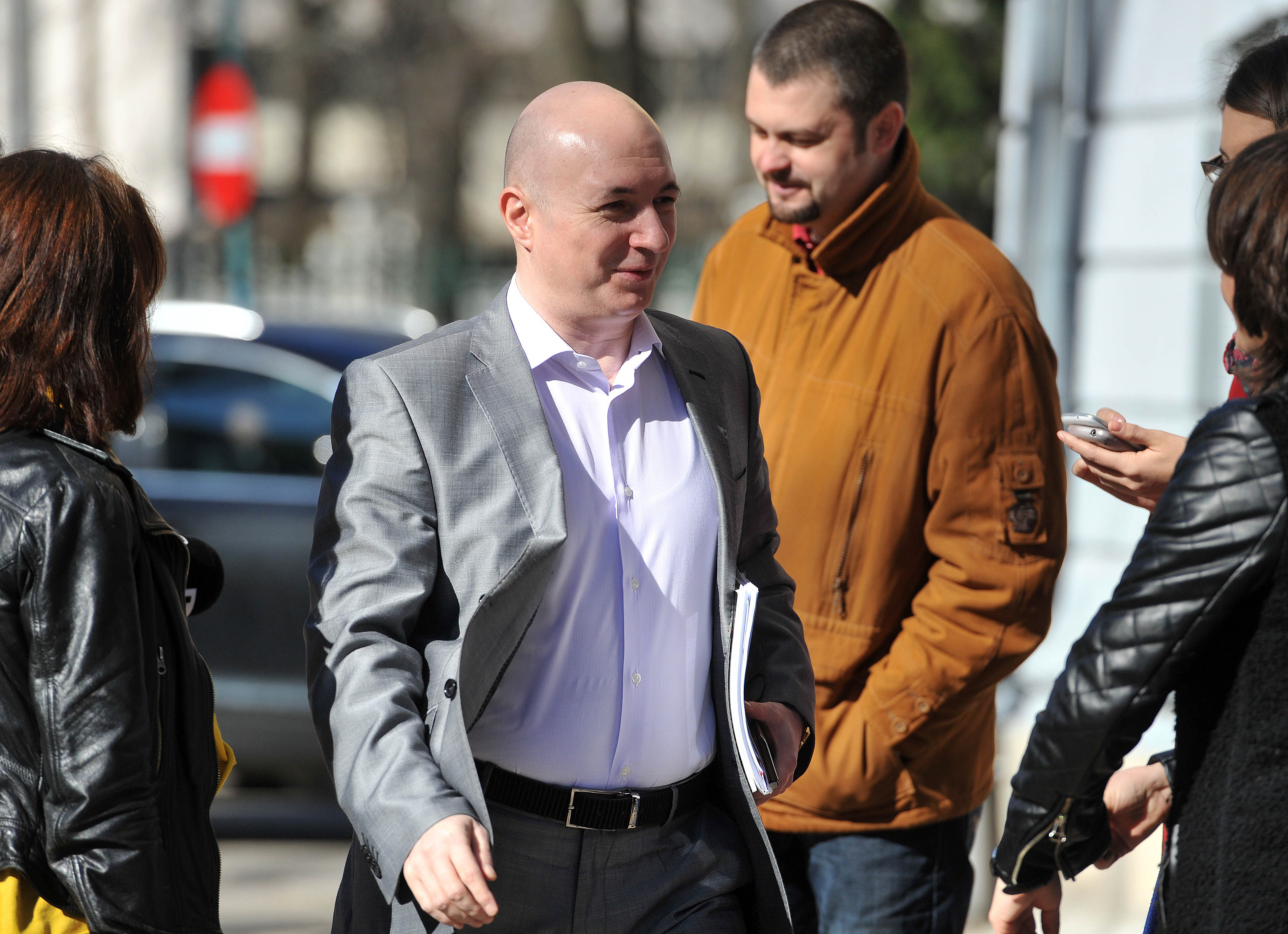
Codrin Ștefănescu alla riunione dell'ufficio permanente del PSD del 17 marzo 2014.

Nel giugno del 2011 tornò al Partito Social Democratico, gruppo nel frattempo passato all'opposizione e divenuto uno dei più strenui critici di Băsescu. Nel PSD Ștefănescu ottenne il titolo di segretario generale aggiunto a livello nazionale e, nel gennaio 2015, anche quello di segretario generale della filiale di Bucarest, con il compito di coadiuvare il presidente della sezione Ecaterina Andronescu nell'organizzazione delle attività del partito. Nel luglio 2015 gli fu assegnato il compito di coordinatore del PSD nel distretto di Prahova al fianco del presidente della filiale Mircea Cosma.
In breve tempo divenne uno dei volti più conosciuti del PSD, per via delle frequenti apparizioni televisive e per le sue continue dichiarazioni, talvolta controverse. Dopo il ritorno al potere dei socialdemocratici difese a spada tratta le iniziative del partito in materia di giustizia, criticando aspramente e direttamente la presidenza della repubblica, le opposizioni e i partecipanti alle manifestazioni organizzate contro il governo nel corso del 2017 e del 2018.
Ad inizio 2018 rilasciò un'intervista in cui chiedeva al presidente del partito Liviu Dragnea di dare spiegazioni agli elettori riguardo alla sua partecipazione a diversi incontri del Serviciul Român de Informații. Si trattò di osservazioni che, insieme ad altre dichiarazioni sul ministero della giustizia considerate fuori luogo, attirarono la diffidenza del presidente del PSD che, nel corso del congresso del marzo 2018, ottenne la cancellazione del ruolo di segretario generale aggiunto dallo statuto, lasciando Ștefănescu senza ruoli dirigenziali. In occasione dello stesso congresso provò a farsi eleggere segretario generale, ma fu ampiamente sconfitto da Marian Neacșu, nome sostenuto dalla direzione, per 3.063 voti a 668.
Nei mesi successivi, tuttavia, sostenne apertamente le politiche della dirigenza. Si associò a Dragnea nel lanciare attacchi contro gli avversari del partito, lamentando l'esistenza di una campagna diffamatoria da parte della magistratura contro il presidente del PSD, su cui pendevano due condanne e diverse inchieste penali da parte della Direzione nazionale anticorruzione. In seguito alla sconfitta della posizione del partito riguardo al referendum costituzionale del 2018 sul divieto dei matrimoni omosessuali, dichiarò che si trattava di un fallimento per l'intero paese. Al margine di un conflitto tra il governo Dăncilă e la commissione europea, nel novembre 2018 rimproverò il Commissario europeo per la politica regionale Corina Crețu, rappresentante del PSD, di servire le lobby di Bruxelles, piuttosto che gli interessi della Romania. Nello stesso mese si scagliò apertamente contro il sindaco di Bucarest Gabriela Firea, proponendo una sanzione esemplare a causa della sua disobbedienza alla linea dettata dalle alte sfere del partito. In seguito ad un conflitto interno al PSD, che comportò un ampio rimpasto di governo e l'espulsione di nomi importanti della dirigenza, tra i quali Marian Neacșu, il 19 novembre 2018 fu indicato dal comitato esecutivo del partito come nuovo segretario generale ad interim.
L'arresto di Liviu Dragnea del maggio 2019, tuttavia, causò una rivoluzione dei quadri dirigenziali. Il nuovo presidente ad interim Viorica Dăncilă preferì allontanare alcune figure vicine a Liviu Dragnea come Anca Alexandrescu, Darius Vâlcov e Codrin Ștefănescu, che perse il ruolo di segretario generale. Ștefănescu, quindi, provò a candidarsi per la stessa funzione al congresso del 29 giugno, ma ottenne appena 466 voti a fronte dei 717 di Gabriel Petrea e dei 2.366 di Mihai Fifor.

### Alleanza per la Patria
Rimasto fedele all'ex presidente del PSD, lo visitò più volte in carcere, mentre avviò le procedure per la fondazione di un nuovo partito, Alleanza per la Patria (Alianța pentru Patrie), cui Dragnea aderì dopo il proprio rilascio nel settembre 2021. Nel settembre 2022 tuttavia Ștefănescu ne prese le distanze e lo allontanò dal partito.
Nel gennaio 2023 annunciò il suo ritiro dalla vita politica per motivi di salute.

## Aspetti controversi
Personaggio politico dal temperamento vulcanico, dal linguaggio diretto e talvolta veemente, fu in più occasioni protagonista di accesi confronti verbali nel corso di diverse emissioni televisive. Nel 2016 arrivò agli insulti con il leader di Unione Salvate la Romania Nicușor Dan, mentre l'anno successivo sfiorò la rissa con il deputato del Partito del Movimento Popolare Robert Turcescu. Nel corso del 2018, tra gli altri, ricorse a toni forti in diretta tv con il deputato del Partito Nazionale Liberale Dan Vîlceanu e con il vicesindaco di Bucarest Aurelian Bădulescu, reo di aver preso le difese del primo cittadino della capitale Gabriela Firea.
Nel settembre 2009, insieme al collega del PRM Marius Marinescu, fece irruzione nell'aula consiliare del comune di Bucarest, interrompendo l'assemblea in corso in segno di protesta contro il progetto di modifica del piano regolatore. I due opposero resistenza fisica alle forze di polizia chiamate ad intervenire per la loro espulsione dalla sala.
Nel 2011 fu costretto a consegnare alle autorità un quadro a firma di Nicolae Grigorescu che aveva comprato nel 2004 da un gallerista, ma che risultava rubato dalla casa memoriale di Petru Groza.
Secondo un'inchiesta di Evenimentul zilei, nel 2013 avrebbe ricevuto 5 milioni di euro da parte del comune di Bucarest, allora guidato da Sorin Oprescu, a titolo di indennizzo per l'espropriazione di un terreno di sua proprietà per l'ampliamento di Bulevardul Timișoara, nella parte ovest della capitale. Ștefănescu si dichiarò all'oscuro della decisione del consiglio cittadino. Nel 2019, tuttavia, una nota del municipio di Bucarest specificò che il progetto approvato dall'amministrazione Oprescu nel 2013 non era mai stato realizzato e che le relative perizie tecniche non erano più valide, ragion per cui nessuna somma era stata corrisposta.

## Vita privata
Nel 2010 divorziò dalla prima moglie Luiza Tănase dopo un rapporto durato 12 anni. Nel 2014 conobbe la modella Alice Constantinică, con la quale ebbe un figlio, nato nel 2016. La coppia si sposò nel 2017.